# SpaceX DM-2

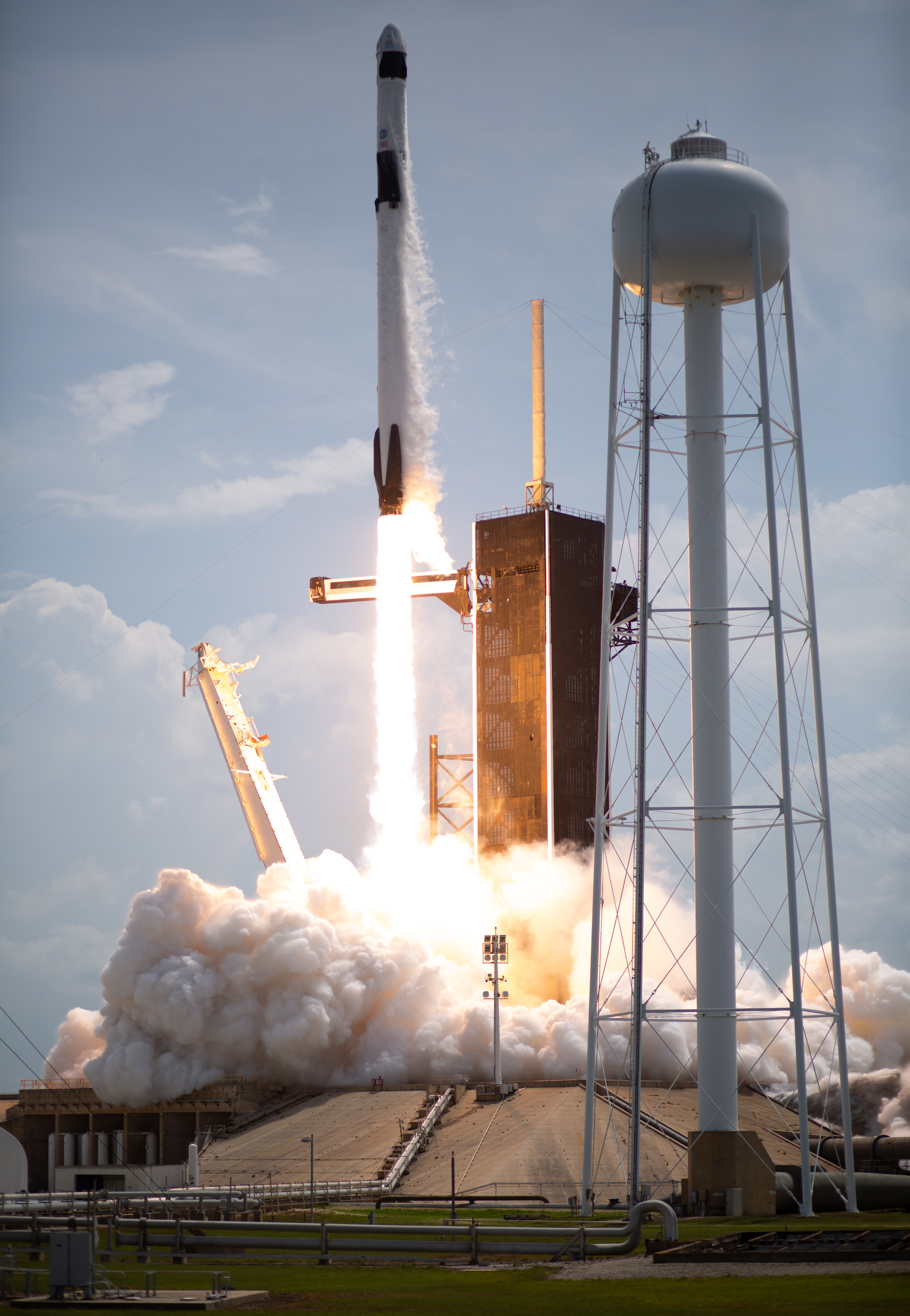
Początek misji – start rakiety Falcon 9

SpaceX DM-2 (SpaceX Demonstration Mission 2) – druga testowa misja orbitalna załogowej wersji kapsuły Dragon (ang. Smok) firmy SpaceX. Była pierwszą misją załogową należącą do prowadzonego przez NASA programu lotów na Międzynarodową Stację Kosmiczną przy pomocy pojazdów partnerów komercyjnych (Commercial Crew Program) i pierwszym załogowym lotem kosmicznym z terytorium USA od czasu ostatniej misji programu wahadłowców, STS-135.
Do startu z wyrzutni LC-39A w Centrum Kosmicznym Johna F. Kennedy’ego na Florydzie doszło 30 maja 2020 roku o 19:22 UTC. Po 19 godzinach lotu statek zacumował do Międzynarodowej Stacji Kosmicznej 31 maja o 14:16 UTC, kilka minut wcześniej względem planu. Kapsuła dostarczyła na stację dwóch astronautów NASA: Roberta Behnkena oraz Douglasa Hurleya. Powrót kapsuły z dwoma astronautami planowano po co najmniej 30 dniach.
Misję DM-2 poprzedził udany test bezzałogowy DM-1, którego start odbył się 2 marca 2019. 19 stycznia 2020 przeprowadzony został test awaryjnej ewakuacji kapsuły Crew Dragon z dwoma manekinami na pokładzie. Start misji DM-2 planowany był pierwotnie na 27 maja 2020, jednak został anulowany z powodu niekorzystnych warunków pogodowych. Nową datę startu wyznaczono na 30 maja 2020. Następna załogowa misja statku Dragon USCV-1, planowana na 30 sierpnia 2020, będzie pierwszą kontraktową misją mająca na celu wymianę załogi Międzynarodowej Stacji Kosmicznej (ISS).
Astronauci wybrali dla statku Dragon nazwę Endeavour.

## Załoga

### Podstawowa
- Robert Behnken (3. lot) (USA, NASA)
- Douglas Hurley (3. lot) (USA, NASA)

### Rezerwowa
- Kjell Lindgren (2. lot) (USA, NASA)

## Przebieg misji
Pojazd został wyniesiony na orbitę za pomocą rakiety nośnej Falcon 9, następnie zbliżył się do Stacji i automatycznie do niej zacumował. Wspólny lot, podczas którego załoga przeszła na pokład stacji, trwał co 63 dni, po czym nastąpiło odłączenie od stacji i wodowanie. Misja była początkowo planowana na dwa tygodnie i w 2018 roku zapowiadana na kwiecień 2019 roku, została rozszerzona z powodu opóźnień w amerykańskim programie załogowym; rozważano jej przedłużenie nawet do kilku miesięcy, jednak ostateczna decyzja co do długości trwania lotu zależała m.in. od stanu przygotowań do kolejnej misji załogowej przy pomocy kapsuły Dragon, USCV-1. Kapsuła powrotna została zbadana m.in. pod kątem działania systemu podtrzymywania życia załogi.
31 maja 2020 o godz. 14:16 UTC (16:16 czasu polskiego), po około 19 godzinach od startu rakiety, kapsuła Dragon wstępnie przyłączyła się do Międzynarodowej Stacji Kosmicznej. Po podłączeniu zasilania, wyrównaniu ciśnienia i temperatury wewnątrz kapsuły, o godz. 17:02 UTC (19:02 czasu polskiego) astronauci weszli na pokład Stacji.
W 63. dniu pobytu w kosmosie rozpoczęto procedurę powrotu na Ziemię. Pojazd odcumował od Stacji 1 sierpnia 2020 o godz. 23:35 UTC, następnie czterokrotnie odpalił silniki w celu oddalenia się od ISS. Kolejny raz silnik uruchomiono w celu osiągnięcia odpowiedniego kąta fazowego orbity. Ostatni zapłon nastąpił 2 sierpnia o godz. 17:56 UTC, rozpoczynając proces deorbitacji. Osłonę dzioba zamknięto o godz. 18:11 UTC, wkrótce potem statek rozpoczął wejście w atmosferę. O godz. 18:44 UTC otworzyły się spadochrony nadające pojazdowi bezpieczną orientację, minutę później uwolniono spadochrony główne odpowiedzialne za właściwe hamowanie.
Pojazd wodował w Zatoce Meksykańskiej o godz. 18:48:06 UTC. Było to pierwsze lądowanie załogowego pojazdu kosmicznego w oceanie od misji Sojuz-Apollo, zakończonej wodowaniem w 1975 roku.

## Koszty misji
Według szacunków za wysłanie jednego astronauty na ISS NASA zapłaci firmie SpaceX około 55 milionów dolarów, natomiast koszt wysłania astronauty pojazdem firmy Boeing wynieść może 90 milionów dolarów, czyli 60% więcej. Dla porównania dostarczenie jednego astronauty na Stację przy pomocy rosyjskiego pojazdu Sojuz kosztuje Agencję 86 milionów dolarów.